# Masdevallia munae
Masdevallia munae là một loài thực vật có hoa trong họ Lan. Loài này được Luer & R.Barrow mô tả khoa học đầu tiên năm 2005.